# Епархия Кабве
Епархия Кабве (лат. Dioecesis Kabvensis) — епархия Римско-католической церкви с центром в городе Кабве, Замбия. Епархия Кабве входит в митрополию Лусаки.

## История
29 октября 2011 года Римский папа Бенедикт XVI издал буллу «Cum nuper», которой учредил епархию Кабве, выделив её из архиепархии Лусаки и епархии Мпики.

## Ординарии епархии
- епископ Clement Mulenga, S.D.B.[1] (с 29.10.2011)

## Источник
- Annuario Pontificio, Libreria Editrice Vaticana, Città del Vaticano, 2012
- Булла Cum nuper  (лат.)